# Сокольники (Вологодская область)
Сокольники — деревня в Череповецком районе Вологодской области.
Входит в состав Николо-Раменского сельского поселения, с точки зрения административно-территориального деления — в Николо-Раменский сельсовет.
Расстояние по автодороге до районного центра Череповца — 96 км, до центра муниципального образования Николо-Раменья — 16 км. Ближайшие населённые пункты — Задние Чуди, Браславль, Остров.
По данным переписи в 2002 году постоянного населения не было.